# Gold plating
Gold plating em engenharia de software refere-se a adicionar a um sistema, de forma arbitrária, funcionalidades que não foram solicitadas pelos usuários porque o desenvolvedor considera que o sistema fica melhor com as novas funcionalidades. 
O desenvolvedor de software considera que agindo assim estará agregando maior valor ao sistema. No entanto as novas funcionalidades podem não agregar nada ao sistema, na perspectiva do usuário final, e o resultado final será desperdício de tempo, risco adicional de falhas e perda de foco. Caso não seja combatido e constantemente monitorado, pode levar a atrasos no projeto.
Um caso particular do gold plating são os easter eggs (ovos de páscoa) que em geral é um comportamento adicionado ao sistema por diversão. Em comum o Gold plating e o Easter Eggs adicionam funcionalidades ao sistema entretanto um pretende apresentar ao usuário uma nova funcionalidade e o outro é apenas para satisfação do programador.